# Unity, New Hampshire
Unity är en kommun (town) i Sullivan County i den amerikanska delstaten New Hampshire med en yta av 96,3 km² och en folkmängd, som uppgår till 1 671 invånare (2010). Unity grundades år 1764.